# Liste des maires de Lambersart
La liste des maires de Lambersart présente la liste des maires de la commune française de Lambersart, située dans le département du Nord en région Hauts-de-France.

## L'Hôtel de ville
Plus d'informations : « L'Hôtel de ville », sur lambersart.fr, Ville de Lambersart.

## Liste des maires

### Entre 1790 et 1940
| Période                                  | Période         | Identité                                  | Étiquette                | Qualité |
| ---------------------------------------- | --------------- | ----------------------------------------- | ------------------------ | --- |
| 1790                                     | 1792            | Paul Joseph Duribreux (1742-1816)         |                          | Rentier et grand propriétaire |
| 1792                                     | 1793            | A.-J. Delplanque                          |                          | |
| mars 1792                                | octobre 1795    | Noël Joseph Deleplanque                   |                          | Meunier, cultivateur |
| 1795                                     | 18 juin 1797    | François Joseph Roussel (1741-1797)       |                          | Décédé en fonction |
| 16 juillet 1797                          | 1797            | Jean Baptiste Montagne                    |                          | Maire par intérim, désigné par l'administration cantonale |
| 1797                                     | 1798            | Charles Liénart                           |                          | Fermier |
| 1800                                     | 1808            | Philippe-Joseph Meurisse                  |                          | |
| 1808                                     | 1816            | Athanase-Joseph Dusautoir                 |                          | Officier à la retraite, chef de division d'artillerie |
| 1816                                     | 1831            | Charles Marlier                           |                          | Imprimeur |
| 1831                                     | 1832            | Jean-Baptiste Masurel                     |                          | |
| 28 décembre 1832                         | 3 avril 1857    | Charles Auguste Meurisse (1797-1857)      |                          | Décédé en fonction |
| 1857                                     | 1861            | Albert du Lac de Fugères (1803-1890)      |                          | Membre de la Garde nationale de la Seine Conseiller référendaire à la Cour des comptes Titulaire de la Médaille militaire, Officier de la Légion d'honneur                                             |
| 1861                                     | 1865            | Henri Louis Selosse                       |                          | Révoqué par le préfet |
| 1865                                     | 1866            | Charles Cousin                            |                          | Décédé en fonction |
| 1866                                     | 1870            | Louis Lelong (1826-1896)                  | Conservateur             | Pharmacien |
| 1870                                     | 1871            | Auguste Joseph Delcourt (1835-1889)       |                          | Maître teinturier |
| 1871                                     | 1874            | Casimir Becquart (1830-1904)              |                          | |
| 1874                                     | 1876            | Louis Lelong (1826-1896)                  | Conservateur             | Pharmacien |
| 8 octobre 1876                           | 1888            | Richard Bailly (1818-1913)                |                          | |
| 1888                                     | 1892            | Alfred Becquart                           |                          | Pépiniériste |
| 1892                                     | 28 avril 1897   | Félix Clouët des Pesruches (1838-1897)    |                          | Ancien lieutenant-colonel Adjoint au maire (1888 → 1892) Décédé en fonction |
| 1897                                     | 25 juillet 1916 | Auguste Bonte                             | Républicain Progressiste | Négociant, juge au tribunal de commerce de Lille Député du Nord (2e circ. de Lille) (1902 → 1906) Conseiller général de Lille-Ouest (1910 → 1916) Conseiller d'arrondissement ( → ) Décédé en fonction |
| 1916                                     | mai 1925        | Henri Delécaux                            |                          | Ancien adjoint au maire |
| mai 1925                                 | mai 1929        | Georges Petit (1872-1942)                 | Rad.                     | Agent d’affaires immobilières, président de la FNMF |
| mai 1929                                 | mai 1935        | Albert Mabille de Poncheville (1864-1938) |                          | Notaire, président de la Chambre des notaires |
| mai 1935                                 | 1940            | Charles Vancauwenberghe (1900-1981)       |                          | Filateur |
| Les données manquantes sont à compléter. |                 |                                           |                          | |

### Depuis 1944
Depuis la Libération, neuf maires se sont succédé à la tête de la commune.
| Période         | Période                      | Identité                                               | Étiquette        | Qualité |
| --------------- | ---------------------------- | ------------------------------------------------------ | ---------------- | --- |
| 15 octobre 1944 | octobre 1947                 | Albert Liévin                                          | MRP              | Président du Comité local de libération |
| octobre 1947    | 7 mai 1950                   | Julien Corbeil                                         | RPF              | Colonel Démissionnaire |
| 7 mai 1950      | juin 1968                    | Marcel Caloone (1897-1968)                             | DVD              | Comptable et directeur administratif Suppléant du député Bertrand Motte (1958 → 1962) Chevalier de l'Ordre national du Mérite Décédé en fonction |
| 1968            | 18 mai 1973                  | Jules Maillot (1894-1989, cousin de Charles de Gaulle) | UDR              | Industriel Démissionnaire |
| 18 mai 1973     | 24 janvier 1988              | Georges Delfosse                                       | CDP puis CDS     | Ancien directeur de maison de retraite, résistant FFI Adjoint au maire (1965 → 1973) Député du Nord (1re circ. puis Nord) (1978 → 1988) Conseiller général de Lille-Ouest (1975 → 1982) Décédé en fonction |
| 11 février 1988 | 2004                         | Marc-Philippe Daubresse                                | UDF-CDS puis UMP | Ingénieur Adjoint au maire (1983 → 1988) Député du Nord (4e circ.) (1992 → 2004) Conseiller régional du Nord-Pas-de-Calais (1986 → 1992) Vice-président de LMCU (2001 → 2008) Démissionnaire après sa nomination au gouvernement Raffarin                                                                                    |
| 2004            | 2005                         | Jacques-Yves Wambergue                                 | UMP              | Expert immobilier Maire par intérim |
| juillet 2005    | 2 décembre 2017              | Marc-Philippe Daubresse                                | UMP-LR           | Directeur de société Ministre délégué au Logement et à la Ville (2004 → 2005) Sénateur du Nord (2017 → ) Député du Nord (4e circ.) (2005 → 2017) Conseiller régional des Hauts-de-France (2015) Vice-président de LMCU (2001 → 2008) Vice-président de la MEL (2014 → 2017) Démissionnaire après son élection comme sénateur |
| 2 décembre 2017 | 3 juillet 2020               | Christiane Krieger                                     | LR               | Retraitée de la fonction publique |
| 3 juillet 2020  | En cours (au 3 juillet 2023) | Nicolas Bouche                                         | DVC              | Médecin psychiatre |

## Conseil municipal actuel
Les 35 sièges composant le conseil municipal de Lambersart ont été pourvus le 28 juin 2020 à l'issue du second tour. Actuellement, il est réparti comme suit :